# Roque Alvarado
Roque Alvarado fue un militar y político argentino, gobernador y capitán general de la provincia de Jujuy.

## Biografía
Roque Mariano Alvarado nació el 16 de agosto de 1793 en San Salvador de Jujuy, hijo de José Alvarado Del Rivero Arredondo y de Segunda Sánchez de Bustamante González de Araujo.
En 1834 fue nombrado delegado por el gobernador José María Fascio durante su campaña contra la provincia de Salta para lograr la autonomía política de Jujuy.
El gobernador provisional coronel Miguel Puch también lo designó delegado mientras combatía a Eustaquio Medina en 1835. 
Ese mismo año fue elegido diputado por Yavi ante la Honorable Junta General Constituyente, siendo uno de los redactores del Estatuto Provisorio.
En 1839 fue elegido por la misma Legislatura provincial como representante por Humahuaca, en razón de hallarse ocupado dicho departamento jujeño controlado por tropas enemigas al gobierno.
Tras el pronunciamiento del 18 de abril de 1840 contra Juan Manuel de Rosas, la Legislatura lo designó gobernador provisional. El 9 de septiembre la Sala de Representantes le confirió el grado de coronel y lo confirmó al día siguiente en el carácter de gobernador propietario.
Derrotada la Coalición del Norte en la batalla de Famaillá el 19 de septiembre de 1841, tras enviar una misiva a Juan Lavalle advirtiéndole que la ciudad no era segura, Alvarado dejó el gobierno en la noche del 7 de octubre junto al doctor Elías Bedoya y se expatrió en Bolivia.
En octubre de 1845 lideró junto a los coroneles emigrados Anselmo Rojo y Juan Crisóstomo Álvarez, y el teniente boliviano Juan Manuel Araya una expedición para derrocar al gobernador de Jujuy José Mariano Iturbe. Con solo 60 bolivianos (30 de infantería y 30 de caballería) y 24 coraceros argentinos la incursión no tuvo resultado alguno. 
A su regreso tras la caída de Rosas, el 3 de febrero de 1853 fue elegido nuevamente gobernador, ejerciendo el cargo sin interrupciones hasta su término en febrero de 1855, primero en cumplir su mandato.
Durante su gobierno, por ley del 23 de marzo de 1854 fue facultado para en caso de necesidad usar todos los recursos ordinarios y extraordinarios de la provincia con el objeto exclusivo de conservar el orden, tranquilidad y garantías públicas, sujeto a lo establecido en el Acuerdo de San Nicolás.
El 12 de noviembre de 1854 decretó que el 18 de noviembre fuera declarado Fiesta Cívica Provincial en homenaje a la autonomía política de Jujuy respecto de Salta.
El 3 de febrero de 1857 asumió nuevamente la gobernación, tercer mandato por elección, primer gobierno constitucional de la provincia. Sus ministros generales fueron sucesivamente Sabino O'Donell, Plácido Sánchez de Bustamante y Serapio de Tezanos Pinto Sanchez de Bustamante. Durante su ejercicio tuvo conflictos con la legislatura. 
Por decreto del 7 de marzo de 1857 se determinaron los nombres y numeración de las calles de la capital jujeña.
Falleció el 27 de junio de 1860.- 
Había casado en primeras nupcias con María Gigena y en segundas con Rita Echeverría Sánchez de Bustamante.